# Strażnica WOP Masiewo
Strażnica WOP Masiewo – podstawowy pododdział graniczny Wojsk Ochrony Pogranicza pełniący służbę ochronną na granicy polsko-radzieckiej.

## Formowanie i zmiany organizacyjne
Strażnica została sformowana w 1945 w strukturze 28 komendy odcinka jako 133 strażnica WOP (Masiewo) o stanie 56 żołnierzy. Kierownictwo strażnicy stanowili: komendant strażnicy, zastępca komendanta do spraw polityczno-wychowawczych i zastępca do spraw zwiadu. Strażnica składała się z dwóch drużyn strzeleckich, drużyny fizylierów, drużyny łączności i gospodarczej. Etat przewidywał także instruktora do tresury psów służbowych oraz instruktora sanitarnego.
Z dniem 1.06.1952 strażnicę nr 133 włączono do 225 batalionu WOP. 
Od 15 marca 1954 wprowadzono nową numerację strażnic. Strażnica III kategorii otrzymała numer 127.
Z dniem 15. 11.1955 zlikwidowano sztab batalionu. Strażnica podporządkowana została bezpośrednio pod sztab brygady. W sztabie brygady wprowadzono stanowiska nieetatowych oficerów kierunkowych odpowiedzialnych za służbę graniczną strażnic .
W lipcu 1956 rozwiązano strażnicę . Budynki koszarowe zaadaptowano na szkołę.

## Służba graniczna
Faktyczną ochronę granicy strażnica rozpoczęła w czerwcu 1946.
Sąsiednie strażnice:
132 strażnica WOP Jałówka ⇔ 134 strażnica WOP Białowieża – 1046

## Dowódcy strażnicy
- chor. Widziewicz[3]
- ppor. Paweł Łyszczyk (był w 1948)
- por. Edward Magdziak (Byk) (1952)